# Biarritz (Uruguay)
Pour les articles homonymes, voir Biarritz (homonymie).
Biarritz est une ville et une station balnéaire de l'Uruguay située dans le département de Canelones. Sa population est de 57 habitants.

## Localisation
Biarritz est située dans le sud est de l'Uruguay, département de Canelones, municipalité La Floresta.

## Population
Sa population est de 57 habitants environ (2011).
| Année | Population |
| ----- | ---------- |
| 1963  | 14         |
| 1975  | 6          |
| 1985  | 13         |
| 1996  | 20         |
| 2004  | 27         |
| 2011  | 57         |

Référence,: